# ФК Типографија
ФК Типографија (мађ. Tipográfia TE), је био мађарски фудбалски клуб из Будимпеште.

## Историја клуба
ФК Типографија је дебитовала у мађарској елитној лиги у сезони 1906/07. и првенство је завршила на петом месту.

## Достигнућа
- Прва лига Мађарске у фудбалу
  - Пето место (1): 1906/07.